# المنتقمون الجدد

المنتقمون الجدد New Avengers هي سلسة قصه مصوره تصدرها شركة مارفل Mavel. يكتبها براين مايكل نديس، الكاتب وراء قصة "تفكك المنتقمون Avengers Disassembled", السلسة تتحدث عن فريق جديد من الأبطال يكونون فريق جديد من المنتقمون Avengers, ويقال لهذه السلسة عادةً بـ"المنتقمون الجدد New Avengers" ليتم تفريقها من المنتقمون القدماء.

## تاريخ النشر

### الإصدار الأول (2005-2010)
المنتقمون الجدد هي سلسلة مشتقة من سلسلة المنتقمون التابعة لمارفل كوميكس. كَتب برايان مايكل بنديس العدد الأول ورسمه ديفيد فينش، وكان من المفترض أن يصدر العدد في يناير 2005 ولكنه ظهر في نوفمبر 2004 بدلاً من ذلك، وقد رسم فينش أيضا الأعداد الستة الأولى بالإضافة إلى العددين رقم 13-11، ورسم ستيفن مكنيفين، ولينيل فرانسيس يو، وبيلي تان، وستيوارت إيمونين الأعداد اللاحقة. تكون الفريق في العدد الأول من لوك كيج، وكابتن أمريكا، وأيرون مان، وسبايدرمان، و«سبايدرومان» (فيرانكي)، وتوسع الطاقم لاحقاً ليضم المتحول وولفرين، وسينتري غير المستقر والشبيه بالإله، والنينجا الأصم إكو على هيئة رونين.
لم يطلق على الفريق لقب المنتقمون الجدد داخل السلسلة، وانشقت المجموعة من فرقة المنتقمين الأصلية بعد اختيارهم عدم الامتثال للتسجيل الفيدرالي للبشر الخارقين، ويعتبر الفريق نفسه فرقة المنتقمين الاصلية، وقد جُمع فريق مصرح به حكومياً في وقت متزامن في السلسلة الشقيقة ذا مايتي أفينجرز التي أُطلقت في بداية عام 2007، وحل محلها لاحقاً فريق مصرح به حكومياً في سلسلة دارك أفينجرز  التي أطلقت في أواخر 2008، ورحب الفريق  في تلك الفترة بكلينت بارتون (العائد من الموت حديثا) بهيئة رونين، وأيضا بدكتور سترينج، وآيرون فيست.
تكون فريق المنتقمون الجدد عند نهاية العدد الأول من رونين، وكابتن أمريكا (باكي بارنز)، ومِس مارفل، وموكينجبيرد، وسبايدرمان، وسبايدرومان (درو)، وولفرين، وقائد الفريق لوك كيج.

### الأصدار الثاني (2010-2012)
أعلنت مارفل في مارس 2010 عن إعادة إطلاق السلسلة في حزيران ضمن مبادرة لتغيير صورة الشركة الأعلامية المسماة «العهد البطولي». تًكون الفريق في العدد الأول من السلسلة من لوك كيج، وفيكتوريا هاند، وأيرون فيست، وجيسيكا جونز، وموكينجبيرد، ومِس مارفل، وسبايدرمان، وذا ثينج، وولفرين، وقد عمل سبايدرمان وولفرين ضمن فريق المنتقمين الرئيسي بالإضافة إلى المنتقمين الجدد، ووافق دكتور سترينج على عرض الانضمام إلى الفريق بعد مهمتهم الأولى أثناء بحثه عن المشعوذ الأعلى الجديد نتيجة موت دكتور فودو، وانضم ديرديفل إلى الفريق لاحقاً في العدد رقم 16 بعد قبوله عرضاً من لوك كيج وجيسيكا جونز، وتركت جيسيكا الفريق لأسباب شخصية ولحق لوك كيج بها لاحقاً ما أدى إلى إنهاء تلك النسخة من الفريق.

### الإصدار الثالث (2013-2015)
أُعيد جَمع المنتقمون الجدد في إصدار جديد في يناير 2013 كتبه جوناثان هيكمان ورسمه ستيفن إبتينغ. رَكز الإصدار الجديد على الفرقة الجبارة المعروفة باسم ذا إلومناتي التي ضمت بلاك بولت، وكابتن أمريكا، ودكتور سترينج، وأيرون مان، ومستر فانتاستك، ونامور المجتمعين لمواجهة تهديد الغزوات. أكتشف بلاك بانثر ورييد ريتشارد ان الاضمحلال الكوني المتركز في الأرض يَدفع الأكوان البقية إلى الاصطدام مع بعضها الأخر، والأرض هي النقطة المحورية لذلك. انضم بلاك بانثر إلى المجموعة في العدد الثالث على الرغم من عدم تصديقه في الماضي على وجود ذا إلومناتي، وأحضر بييست أيضا لملئ الفراغ المتكون نتيجة موت بروفسور إكس، وغادر كابتن أمريكا في العدد نفسه. بعد مساعدتهم ذا إلومناتي في العدد رقم 12 على هزيمة جيش ثانوس ينضم ماكسيمس شقيق بلاك بولت إلى الفريق، وانضم بروس بانر أيضا في الإصدار الخامس العدد رقم 28 من المنتقمون بعد اكتشافه الاضمحلال الكوني بمفرده.

### الإصدار الرابع (2015-2016)
أُطلق الإصدار الرابع من المنتقمون الجدد في أكتوبر 2015 ضمن عملية إعادة إطلاق مارفل المسماة «مارفل جديدة ومختلفة كليا». كَتب آل إيوينغ الإصدار الرابع، ورسمه جيراردو ساندوفال. قَدم الإصدار فريقاً مختلفاً عن الإصدارات الثلاثة السابقة، وركز على إيه آي إم (أدفانسد أيديا ميكانيكس)، وهي مجموعة شريرة خارقة سابقة تغيرت لتصبح «أفينجرز نيو ميكانيكس»، وأخذ فريقهم الميداني لقب المنتقمين الجدد. أصبح صن سبوت رئيس أإيه آي إم الجديد وسونغبيرد قائداً الفريق الميداني، ومن أعضاء الفريق الأخرين ويكان، وهالكلينج، وسكويرل جيرل، وبود، وباور مان، ووايت تايجر، وهوك أي بوصفه مخبرً لشيلد. حدث انشقاق في الفريق لاحقاً طُرد على أثره ويكن، وهولكلينج، وسكويرل جيرل، وبلغهم سنسبوت أنهم الثلاثة هم كل ما تبقى من المنتقمون الجدد. كشف خلال القصة نفسها عن عمل كانون بول مع إيه آي إم، وانضم أيضا هوك أي المفصول حديثاً من شيلد إلى الثلاثي المتبقي من المنتقمون الجدد لتشكيل فرقة دعيت على غرض المزاح «رباعي ويكان المغرورين». ساعد المنتقمون الجدد أثناء أحداث الحرب الأهلية الثانية فريق إيه آي إم في مهمة واحدة أخيرة لم يشارك فيها هوك أي لكي يستطيع أنكار علمه بها، وبعد جنازة سنسبوت أُعلن عن موت «أدفانسد أيديا ميكانيكس» وبذلك تفرقة الفريق، ولكن أُعيد جمعه لاحقاً تحت اسم يو إس أفينجرز.